# Richard Jensen
Richard Olav Jensen (Porvoo, 17 maart 1996) is een Fins profvoetballer die als voornamelijk als centrale verdediger speelt. Jensen was Fins jeugdinternational en debuteerde in 2022 voor het Fins voetbalelftal.

## Loopbaan
Jensen zat eind 2015 al enkele keren bij de selectie van het eerste team en speelde in Jong FC Twente waarmee hij in het seizoen 2016/17 in de Tweede divisie speelde. Voor het seizoen 2017/18 kwam hij bij de selectie van het eerste team van FC Twente, waarvoor een jaar eerder zijn jongere broer Fredrik Jensen al gedebuteerd had. Richard Jensen debuteerde op 20 januari 2018 in de Eredivisie als basisspeler in de uitwedstrijd tegen Roda JC Kerkrade. Hij kwam in zijn eerste seizoen tot tien wedstrijden.
In juli 2018 verruilde hij FC Twente per direct voor Roda JC Kerkrade. Hij tekende een contract voor twee jaar. Nadat dat contract per 1 juli 2020 afliep, was Jensen korte tijd clubloos. In september tekende hij een nieuwe eenjarige verbintenis bij Roda JC, waarbij de club een optie had voor nog een jaar. In het seizoen 2022/223 speelde hij voor het Poolse Górnik Zabrze. Medio 2023 ging hij naar Aberdeen FC in Schotland. In het seizoen 2024/25 werd hij verhuurd aan het Deense Vejle BK.